# Jordbävningen i Songpan-Pingwu 1976
Jordbävningen i Songpan-Pingwu 1976 med en magnitud på 7,2, slog till mot Songpan och Pingwu i Sichuan, Kina den 16 augusti 1976. Efterskalv på M 6,7 och M 7,2 slog till mot samma område den 22 och 23 augusti. Jordbävningen slog till med en intensitet IX eller VIII, och orsakade 41 döda.

### Fotnoter
1. ↑  (kinesiska) Songpan-Pingwu Earthquake, Sichuan Daily, 11 augusti, 2006.
2. ↑  M 6 - SICHUAN-GANSU BORDER REGION, CHINA Arkiverad 27 maj 2008 hämtat från the Wayback Machine.